# Arexión
Arexión (en griego antiguo: Ἀρηξίων) fue un adivino (del griego μάντις, el que practica la adivinación). Sirvió a las órdenes de Jenofonte con los Diez Mil en la expedición persa que recoge Jenofonte en su obra Anábasis. Fue el adivino que presidió esta expedición después de que Silanos de Ambracia desertara del ejército. Como adivino practicaba la extispcia, la observación de las entrañas de los animales para prever acontecimientos futuros. También se le conoce como Arexión el Arcadio (Ἀρηξίων Ἀρκάς), lo que indica que era natural de Arcadia, una región situada en el centro del Peloponeso.
No siempre se mencionaba a los videntes en los relatos de batalla, pero siempre estaban presentes. El ejército griego se tomaba muy en serio la adivinación y no avanzaba hasta que los videntes revelaban presagios favorables. Aparecen en Heródoto y Jenofonte cuando sus acciones parecían inusualmente notables. Se menciona a Arexión el Vidente dos veces en La Anábasis, la primera cuando el ejército se encuentra en Puerto Calpe, en la Tracia asiática. Después de que el sacrificio de Arexión no diera buenos augurios, el ejército griego esperó un día. Al día siguiente, Arexión y otros adivinos realizaron dos tandas de tres sacrificios sin obtener resultados favorables. Más tarde se menciona a Arexión sacrificando antes de la batalla con Spitrídates y Ratines de Farnabazo, esta vez obteniendo presagios favorables con su primer sacrificio.